# لي جاي إن
لي جاي إن (بالكورية: 이재인)‏ هي شخصية تلفزيونية وممثلة كورية جنوبية. ولدت يوم 6 فبراير 2004 في تيبيك في كوريا الجنوبية.

## روابط خارجية
- لي جاي إن على موقع IMDb (الإنجليزية)
- لي جاي إن على موقع قاعدة بيانات الفيلم (الإنجليزية)